# Sports Car
Pour la chanson d’Aoiro 7, voir Aoi Sports Car no Otoko.
Singles de Tate McRae
2 Hands (en)
(2024) Revolving Door (en)
(2025)
Clip vidéo
[vidéo] « Sports Car », sur YouTube
Sports Car (litt. en français : « Voiture de sport ») est une chanson de l’autrice-compositrice-interprète canadienne Tate McRae, préfigurant sur son troisième album studio, intitulé So Close to What. Elle sort le 24 janvier 2025 en tant qu’extrait promotionnel tertiaire issu de l’opus, distribué par les labels RCA en Amérique du Nord et Sony dans le reste du monde. L'écriture de la pièce musicale est orchestrée par McRae, Julia Michaels, Ryan Tedder et Grant Boutin, tandis que sa production est encadrée par ces deux derniers.
Composée sur la base d’un tempo cadencé, elle imbrique une mélodie langoureuse et un rythme pulsant, tous deux entremêlés à une sonorité pop électronique influencée par des styles de musique urbains ou encore orientaux. D’un point de vue textuel, McRae évoque le refus de s’engager dans une relation amoureuse en utilisant le vocabulaire automobile, le double sens et les implicatures conversationnelles pour exprimer un désir d’indépendance.
La majorité des critiques lui octroie des évaluations positives. En plus de saluer son énergie, sa montée en intensité et son ambiance sensuelle qui rappellent les chansons des années 2000, ils s’accordent unanimement à la comparer aux titres les plus emblématiques de la carrière de Britney Spears et des Pussycat Dolls. Certains observateurs ont étendu leur analyse en désignant le morceau comme un exemple de la résurgence de l’esthétique 2000 à travers la culture populaire, s’inscrivant dans un courant de musique pop maximaliste, dit « récessif », car associé à des périodes d’instabilité économique. Après sa parution, la chanson est gratifiée d’un ensemble de versions alternatives dont une variation acoustique, en plus d’une multitude de réorchestrations diverses. D’un point de vue commercial, le single rencontre un succès immédiat dans un grand nombre de pays anglophones, effectuant un démarrage triomphant dans le Top 10 des classements australiens, britanniques, canadiens, irlandais et néo-zélandais. Similairement, il se hisse dans les palmarès américains, grecs ou encore japonais, mais également dans la liste radiophonique d’une pluralité de nations latino-américaines et d’Europe orientale, où il effectue une performance opérationnelle significative. Favorisé par une ascension relativement progressive au départ, il se distingue éventuellement comme un hymne estival dans un ensemble important de régions mondiales durant sa première année d’exploitation. D’autre part, il enregistre des records de ventes numériques dans plusieurs territoires internationaux, lui valant entre autres l’obtention d’une rangée de certifications, comprenant un disque de platine aux États-Unis et au Portugal, mais également un disque d’or en Nouvelle-Zélande et au Royaume-Uni.
Réalisé par Bardia Zeinali, le vidéoclip qui l’accompagne fait sa première en même temps que la chanson et recense actuellement plus de 20 millions de lectures sur YouTube. Il met en scène McRae, otage d’un mystérieux individu qui la retient captive dans un souterrain, tandis qu’elle se transforme et explore les multiples facettes de sa personnalité à travers des silhouettes élaborées, dans un spectacle à la dimension voyeuriste. Les critiques ont acclamé le clip pour son esthétique soignée et ses références aux icônes féminines contemporaines, renforçant l’image de McRae en tant qu’étoile montante de la mode et de la musique. La première interprétation télévisée de Sports Car, tenue pendant l’émission Saturday Night Live, est plébiscitée pour son dynamisme, sa présence scénique et l’exécution de prouesses impressionnantes dans un décor immersif. Toutefois, la majeure partie des représentations scéniques se font durant le Miss Possessive Tour, seconde tournée mondiale à grande capacité de McRae, durant laquelle le titre sert de numéro introductif puis conclusif. En cette circonstance, l’artiste revêtit une tenue semblable à un des ensembles perçus dans le vidéoclip et effectue une chorégraphie élaborée en compagnie de ses danseurs. Le morceau a été nommé dans la catégorie « Chanson phénomène » lors de la 38e cérémonie des Kids' Choice Awards, en 2025.

## Genèse et développement

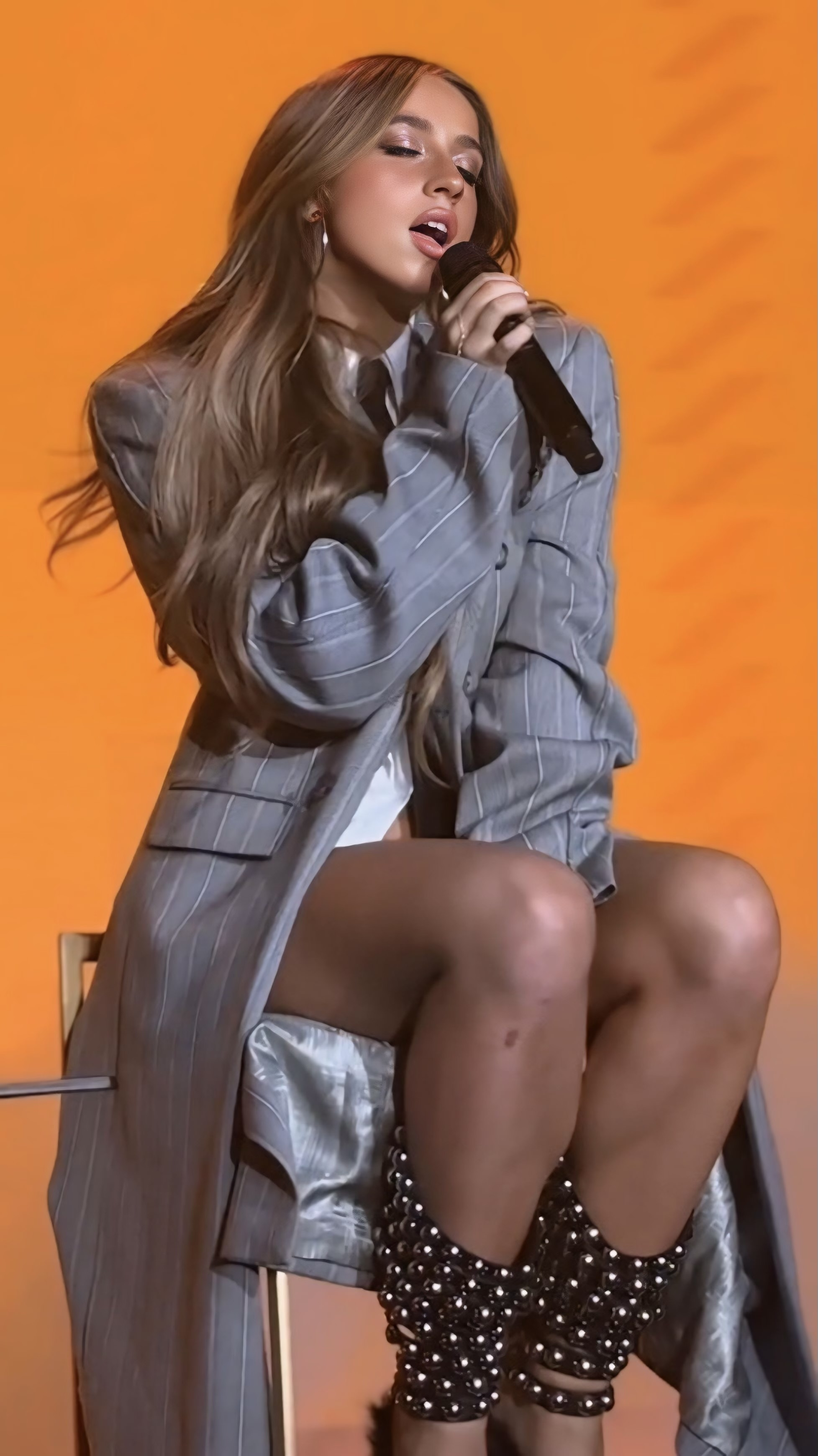
McRae interprétant en à Los Angeles, en février 2025.

En octobre 2024, des affiches publicitaires liées à une campagne sauvage pour l’album So Close to What font irruption dans certaines villes américaines. Celles-ci présentent deux faces : l’image d’un casque de sport mécanique orné du logo de la chanteuse sur le côté gauche et puis le message « I think you know what this is », écrit en caractères gras sur fond orange sur le côté droit, le tout jumelé à un mosaïcode. Il sera avéré que le message en question est tiré du refrain de Sports Car et que l’image était un cliché pris durant le tournage du vidéoclip de 2 Hands (en), sorti quelques semaines plus tard. Le 10 janvier 2025, l’équipe de communication de Tate McRae et de Sony Music font parvenir une notification aux abonnés inscrits à sa lettre d'information. Son contenu incorpore le même slogan utilisé quelques mois auparavant dans les affiches, joint à un hyperlien dissimulé derrière un bouton « Drive » qui menait à une vidéo offrant un court extrait de la chanson. Durant la même période, une ébauche de l’album complet est divulguée illégalement, en plus d’une maquette de Sports Car,. Par conséquent, un grand nombre d’exemplaires physiques de l’album, pressés en amont de sa commercialisation, possèdent le mixage initial de la chanson et non sa version retravaillée.
Cet événement précédera, le 20 janvier, l’annonce officielle de la sortie du morceau en tant que troisième extrait. Ceci prendra effet par le biais d’un lien de précommande partagé sur les différents réseaux sociaux de l’artiste. McRae use de cette opportunité pour exprimer sa frustration face au piratage de son œuvre dans le message qu’elle rédige.

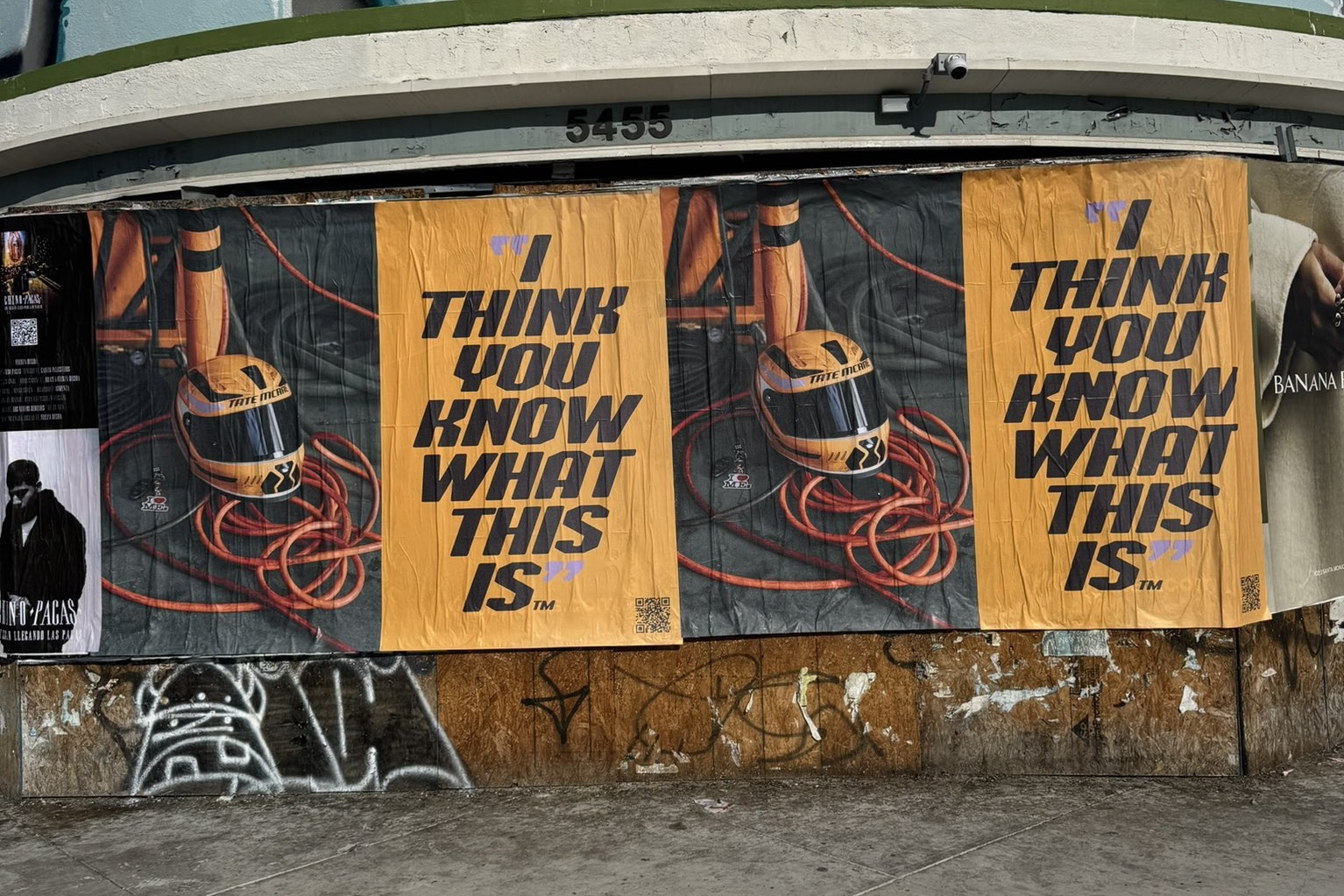
Affiches promotionnelles aux États-Unis.

La promotion de Sports Car débute le 24 janvier sur toutes les plateformes de téléchargement numérique et d’écoute en ligne,. Spotify propose aussitôt une compilation à distribution limitée, incluant les deux autres singles issus de l’album. À partir du 28 janvier, la chanson est envoyée aux stations thématiques américaines spécialisées dans la pop et la variété, en tant que second extrait radiophonique après It's OK I'm OK (en). En parallèle, un lancement sur les ondes généralistes européennes est organisé, avec une diffusion en France à partir du 29 janvier sur NRJ et du 6 mars sur Skyrock. De plus, un impact sera réalisé en Italie à partir du 31 janvier. Pour renforcer sa présence sur les réseaux sociaux, la chanteuse s’associe à TikTok pour inviter les utilisateurs à créer des vidéos avec la chanson et à précommander l’album avant le 7 février pour recevoir une bannière de photo de profil à l’effigie du single.

## Composition
Sports Car est une chanson interprétée entièrement en anglais et longue d’une durée de deux minutes et quarante-cinq secondes, bien que la version maquette présente sur certains supports physiques de l’album soit plus courte d’une  quinzaine de secondes et que son formatage radiophonique ait subi une troncature plus considérable. Elle a été composée par Tate McRae, Julia Michaels, Ryan Tedder, ainsi que par Grant Boutin ; ces deux derniers en ont également assuré la production et la programmation. Il s’agit de la sixième collaboration musicale entre McRae, Tedder et Boutin, qui ont auparavant œuvré à la conception d’une majeure partie de son précédent opus, Think Later (2023). Son enregistrement principal s’est déroulé au cours de l’année 2024, simultanément à la tournée mondiale entreprise par McRae à cette période. De ce fait, le morceau a été gravé dans les studios Ransom à Londres et dans une chambre de l’hôtel Shangri-La sur Orchard Road à Singapour, en supplément à des prises complémentaires capturées aux studios Patriot de Los Angeles. Serban Ghenea a réalisé le mixage audio de la piste aux studios MixStar à Virginia Beach, tandis que Dave Kutch en a supervisé le matriçage à New York, au Mastering Palace.
Alors interrogée par Vogue, l’artiste fait part de l’expérience positive rencontrée lors de la composition du titre :

« C’était une chanson très amusante à écrire. Julia Michaels, Ryan Tedder, Grant et moi-même voulions capturer l’adrénaline de l’amour, du sexe et de l’excitation. J’avais l’impression qu’une voiture de sport me rappelait ce sentiment d’amour et qu’on était en plein dedans. Nous avons fait référence au travail des Ying Yang Twins avec les chuchotements pendant le refrain et le résultat est plutôt sympathique. »

Au cours d’une séance d’écoute coordonnée par Spotify, McRae révèle que l’inclusion d’une personnalité alternative dans son processus créatif a grandement participé à l'émergence de plusieurs chansons de son album, dont Sports Car, attribuant le mérite à un double prénommé Tatiana,,. Quant au lien affectif que l’artiste a développé pour la chanson pendant sa matérialisation, elle se confie durant un entretien accordé à Billboard et déclare avoir été à la fois impatiente de la partager compte tenu de son approche visuelle et performative, mais également terrorisée en raison de son caractère décomplexé :

« Lorsqu’une chanson vous effraie en studio, il y a une certaine magie qui opère. Et Sports Car m’a longtemps terrifié. »

### Structure musicale
Musicalement, la piste est une fusion des genres pop et électronique, incorporant divers styles urbains tels que le R&B, le hip-hop ou encore le crunk. Ce mélange éclectique, relatif à son paysage sonore, est régulièrement comparé à celui des albums In the Zone (2003) et Blackout (2007) de Britney Spears, mais également au travail de production de Timbaland, notamment sur l’album Loose (2006) de Nelly Furtado,,. Son instrumentation comprend un rythme battant, une mélodie langoureuse influencée par des harmonies orientales, un motif électro-industriel orchestré à la guitare basse et des bruitages irréguliers de moteur ou encore de sirène,.
Interrogés par Variety sur la conception structurelle du morceau, McRae et Grant Boutin expliquent que l’idée primaire était d’intégrer uniquement des boîtes à rythmes TR-808 pour adoucir une basse trop agressive à l’oreille. Après plusieurs tentatives, le tandem a finalement trouvé un compromis sonore parfait, équivalent à un résultat dit « brut et féminin » à la fois. Côté technique, elle se compose d’une progression d’accords cyclique avec un chiffrage en la / ré m, la m et fa M 7,, d’une mesure fréquente à quatre temps, d’un tempo modéré de 107 pulsations par minute et d’une tonalité portée sur une clef en la mineur harmonique. Sa forme structurelle est fondée sur un modèle classique avec deux couplets et pré-refrains singuliers précédent un refrain et un pont fusionné à une conclusion. La majeure partie de ces sections est phrasée en notes détachées et délivrée comme une transition parlée-chantée, à la manière d’un rap. En guise d’introduction, un effet audio de syntoniseur est entrelacé à une voix masculine, à peine audible, répétant le mot « illegal » de manière presque robotique. À noter que la pièce maîtresse de la chanson, son refrain entièrement murmuré, est prophétisé dans Purple Lace Bra, titre précédent sur l’édition numérique de l’album. En effet, lorsque McRae chante « Would you hear me more if I whispered in your ear? », un lien est alors tissé entre les deux, en particulier si l’opus est écouté de façon chronologique. Suivant une dynamique semblable, la chanson Just Keep Watching, issue de la bande originale du long métrage F1 (2025), empreinte une phrase d’accroche du refrain de Sports Car.

### Inspiration textuelle
Le paroles de la chanson, sciemment équivoques, jouent sur un double sens — littéral et métaphorique – tout en explorant une profusion de thèmes, dont le plaisir sexuel, l’évasion mentale et la liberté dans les relations,,. Le texte se construit autour d’une narration sensuelle et impulsive centrée sur l’image d’une voiture de sport. Celle-ci est utilisée comme élément vecteur, personnifié aussi bien comme moyen de distraction qu’un objet de séduction, illustrant un rapport tant passionné qu’éphémère,. McRae adopte un ton ludique, s’appuyant sur des formulations suggestives (« I think you know what this is / I think you wanna, uh! ») et un vocabulaire ambiguë. Cette forme d’écriture elliptique, mise en avant par le biais d’onomatopées (« We can uh-uh in it ») et d’un langage délibérément vague, permet à la chanteuse de contourner les propos obscènes tout en préservant la forte charge érotique du récit.
Sur le plan littéral, Sports Car dépeint une rencontre physique, immédiate et sans précédent, entre deux individus à l’intérieur d’un véhicule. Ce dernier se métamorphose en lieu de plaisir non contenu, au meme titre que divers autres endroits cités à mesure que l’intrigue progresse, renforçant ainsi l’idée d’une pulsion incontrôlable à l’exhibitionnisme dans des lieux semi-publics. De plus, on y décèle une variété de références subtiles au concept sociologique du rôle de genre inversé dans le cadre de la séduction, avec une inclinaison prononcée pour la domination féminine (« Oh my guy / You don't wanna waste my time »), mais également à des paraphilies comme le voyeurisme (« You could do it on your own / While you’re lookin’ at me ») et le masochisme (« So good it hurts / Thinkin’ ‘bout what we did before this verse »). Métaphoriquement, la voiture peut être perçue comme une allégorie du sexe masculin ou de l’acte charnel. En effet, certaines énonciations laissent place à une dimension phallique où la conduite automobile symbolise la performance sexuelle (« No, you ain't got no Mrs. / Oh, but you got a sports car »), comme pour l’usage répété du verbe anglais « ride » au cours du pont (« Let’s go ride »).

## Réorchestrations
Maxis de Tate McRae
It’s OK I’m OK (Remixes)
(2024) Revolving Door (Remixes)
(2025)
Consécutivement à la parution du single, différents platinistes ont été sollicités par le label discographique de Tate McRae afin de produire des réorchestrations de musique électronique. Ainsi, dès janvier 2025, Devault confirme avoir œuvré à la réalisation d’une nouvelle version de la chanson, inspirée par les sonorités techno et rave, qu’il joue plusieurs fois sur scène lors de ses propres concerts,,. Les membres de Telykast révèlent également leur implication au projet dans les semaines à venir. À terme, un maxi de cinq titres compilant la totalité de ces remixes fait l’objet d’une sortie promotionnelle le 14 mars 2025 sur toutes les plateformes de distribution numérique. En guise d’accompagnement, deux versions alternatives et la chanson originale sont intégrées à la liste des pistes. Une photographie issue du tournage de la vidéo est sélectionnée en tant que couverture pour illustrer l’opus. Elle dépeint McRae portant un bustier asymétrique imprimé léopard, confectionné par Roberto Cavalli, et des gants du soir assortis.
| Liste des pistes, | Liste des pistes,              | Liste des pistes, | Liste des pistes, | Liste des pistes, | Liste des pistes, | Liste des pistes, | Liste des pistes, | Liste des pistes, | Liste des pistes, |
| No                | Titre                          | Platiniste        | Durée             |                   |                   |                   |                   |                   |                   |
| ----------------- | ------------------------------ | ----------------- | ----------------- | ----------------- | ----------------- | ----------------- | ----------------- | ----------------- | ----------------- |
| 1.                | Sports Car (remix)             | Telykast          | 2:30              |                   |                   |                   |                   |                   |                   |
| 2.                | Sports Car (remix)             | Devault           | 3:30              |                   |                   |                   |                   |                   |                   |
| 3.                | Sports Car (version accélérée) |                   | 2:17              |                   |                   |                   |                   |                   |                   |
| 4.                | Sports Car (version ralentie)  |                   | 3:03              |                   |                   |                   |                   |                   |                   |
| 5.                | Sports Car                     |                   | 2:45              |                   |                   |                   |                   |                   |                   |
| 14:05             |                                |                   |                   |                   |                   |                   |                   |                   |                   |

## Accueil critique
Sports Car reçoit majoritairement des avis positifs de la part des critiques. Selon Mitchell Peters de Billboard, le titre « crépite d’énergie » et jouit de son refrain chuchoté qui « captive l’auditeur avant de l’entraîner dans une frénésie dansante ». Samantha Olson de Cosmopolitan estime qu’il rappelle les « tubes salaces » des années 2000, indiquant que les portions de voix murmurées font ouvertement référence aux travaux de Britney Spears et des Ying Yang Twins. Daisy Carter de DIY (en) le qualifie de « numéro palpitant et ambitieux », au charme « sulfureux et assuré », qui renvoie aux groupes musicaux des années 2000 comme les Pussycat Dolls. Shaad D'Souza de Paper (en) estime que l’ambiance générale du morceau est « plate » tout au long de l’écoute, bien que sa partie conclusive soit finalement responsable de son côté accrocheur et fasse « monter la température à son maximum ». Aaron Williams d’Uproxx (en) déclare que le tempo « haletant et saturé en basses » de Sports Car évoque les chansons Buttons des Pussycat Dolls et I'm a Slave 4 U de Britney Spears, tandis que le titre de la chanson ferait office de continuation de la thématique abordée dans le vidéoclip de 2 Hands (en), précédent single de McRae, consacré aux sports motorisés. Katherine St. Asaph de Stereogum (en) admet qu’il fait preuve d’une production « implacable » et d’une sensualité « assumée sans complexe », bien que la chanteuse mise cette fois-ci davantage moins sur « des mélodies calibrées ou une chorégraphie millimétrée » au profit de « murmures sensuels et provocants ».
Cristina Jaleru d’Associated Press indique qu’il s’agit d’un des morceaux les plus remarquables sur l’album, valorisant son côté « séducteur » tout en affirmant qu’il bénéficie d’un « refrain accrocheur » et qu’il tire parti d’un « bon rythme », sans avoir « peur de l’exploiter ». Lyndsey Havens de Billboard dresse un classement des meilleures pistes de l’album et place Sports Car au sommet de la liste, attestant qu’un contraste entre « le fait de chanter à propos d’une voiture sur un ton sensuel et feutré crée une expérience irrésistible ». Shannon Garner de Clash lui décerne une certaine assurance, expliquant que tout comme les deux précédents singles, celui-ci explore en profondeur les « complexités des relations », oscillant entre « l’intimité du contact physique, la vulnérabilité de l’excès et la liberté que procure l’indépendance ». Nina Corcoran de Pitchfork l’encense dans sa chronique, stipulant que McRae « suit les traces d’une Britney Spears des années 2000 ». Sur une note similaire, Dakota West Foss de Sputnikmusic l’identifie comme un parfait exemple de morceau contemporain produisant une « illusion de musique pop récessive », applaudissant en particulier les « effets hypnotiques et mouvants des synthétiseurs et des guitares » qui complimentent une « instrumentation pourtant assez basique ». L’équipe de rédaction de la RTBF y consacre un court paragraphe dans un article musical, caractérisant la chanson par le terme « hyper efficace ». En écho à cela, le journal L’Essentiel la distingue comme étant l’un des « temps forts » de l’album, érigeant la voix de McRae au rang de « sensuelle ».

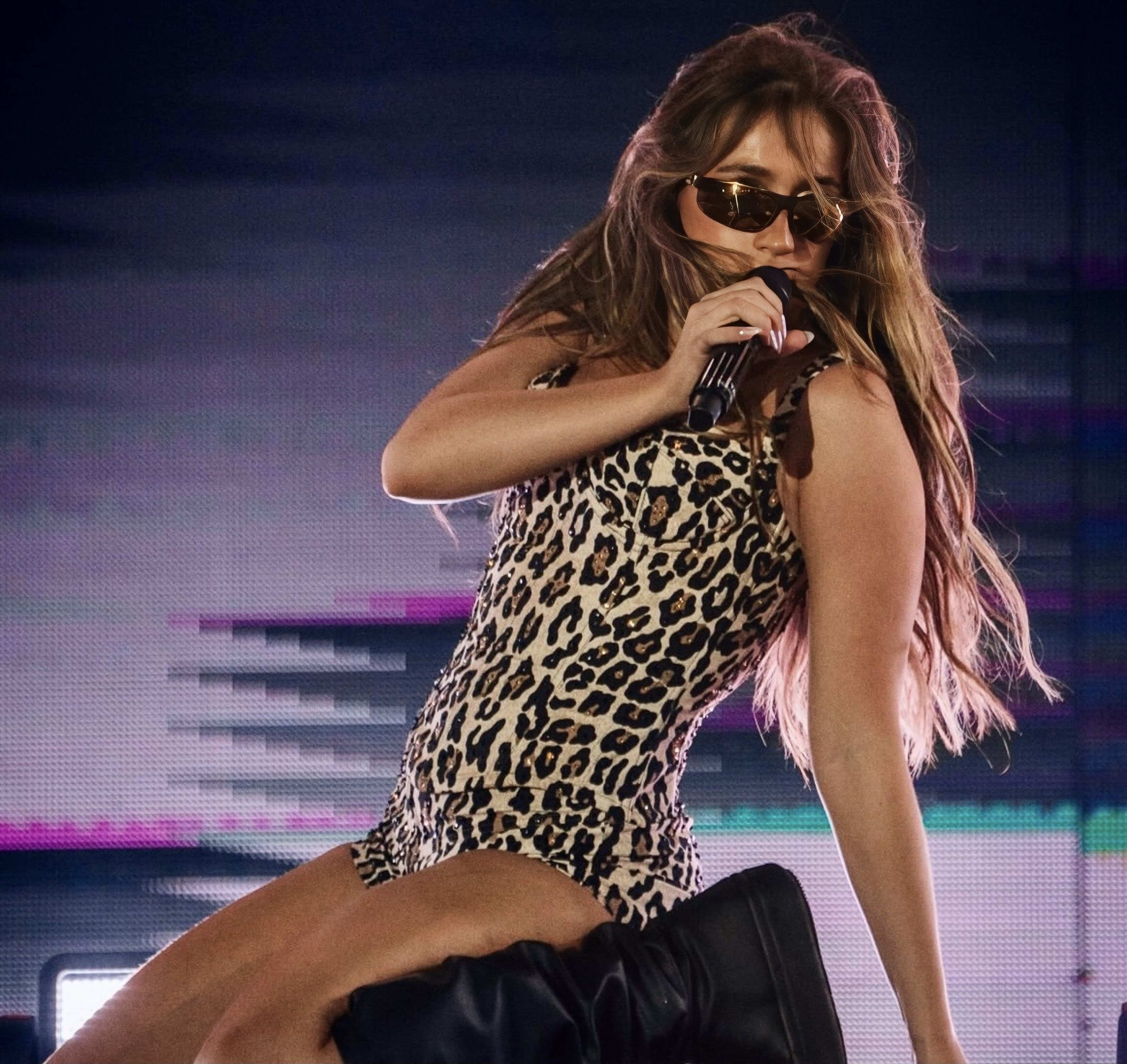
Selon la plupart des évaluateurs, la voix de McRae (en photo) complémente l’atmosphère feutrée de en.

Jon Caramanica du New York Times en fait l’éloge dans son émission vidéo Popcast, alléguant qu’il s’agit d’un cas d’étude remarquable : « loin d’une pop calibrée à la Katy Perry ou Taylor Swift, les plus grandes révélations de l’an dernier, Sabrina Carpenter et Chappell Roan, se sont distinguées en bousculant les codes et en imposant leur excentricité, leur audace et leur humour avec une touche d’impertinence ; c’est dans ce contexte qu’il est intéressant d’entendre une chanson aussi rétro — et assumée comme telle — que celle de Tate McRae ». Dans une critique plus nuancée, Clare Martin de Paste exprime des réserves sur la diction de McRae tout au long de l’écoute, sauf pendant le refrain, bien que ne soit qu’une formalité. De même, à travers son article pour The Line of Best Fit (en), Sam Franzini y dénote quelques maladresses textuelles, notamment la ligne « No, you ain't got no Mrs. / Oh, but you got a sports car », qui semble impliquer qu’être célibataire et avoir une voiture de sport sont deux éléments inconciliables. Toutefois, il admet que la chanson est le point fort « le plus évident » de l’album. Tom Clarke de The Age se montre plus mitigé quant aux thèmes abordés par McRae, estimant que l’artiste fait uniquement recours à des stéréotypes, clarifiant : « son propos oscille entre matérialisme et manipulation sous couvert d’autonomisation, une sensualité assumée mais peu séduisante et une insécurité teintée de jalousie sans réelle vulnérabilité ». Il nuance toutefois son propos en rappelant que l’artiste est en pleine évolution artistique et que son public peut s’identifier à cette exploration. Dans son billet pour PopMatters, Matthew Dwyer décrit Sports Car comme étant à la fois la chanson la plus risquée et la plus réussie de l’album, commentant à propos du refrain que « McRae façonne une identité artistique mêlant sensualité et subtilité, rappelant l’aura magnétique de Miley Cyrus tout en cultivant une ambiguïté qui lui est propre », ajoutant qu’un « contraste entre douceur et mystère renforce l’impact de la chanson » et « assoit son style distinctif dans le paysage pop actuel ».

### Listes classificatoires
| Année | Revue        | Liste                                 | Position  | Source |
| ----- | ------------ | ------------------------------------- | --------- | ------ |
| 2025  | Billboard    | Meilleures pistes de So Close to What | 1re place | [ 45 ] |
| 2025  | Screen Rant  | Meilleures pistes de So Close to What | 1re place | [ 55 ] |
| 2025  | Vulture (en) | Meilleures chansons de l’année        | –         | [ 56 ] |
| 2025  | Time Out     | Meilleures chansons de l’année        | 13e place | [ 57 ] |

## Impact
Dans un article pour The Independent, le journaliste Gregory Robinson analyse la résonance populaire de Sports Car, placée au cœur d’une résurgence culturelle liée aux années 2000 et pleinement revendiquée par la génération Z. Selon lui, la chanson est « une lettre d’amour dédiée à l’ère des Tamagotchis, de Juicy Couture et des morceaux grand public sur lesquels on pouvait vraiment danser », incarnant un retour à une pop légère et esthétiquement clinquante. Bien que certains y voient un manque d’originalité, la publication affirme que Sports Car se revendique moins comme un titre « salace ou audacieux », mais davantage comme « une petite part insipide de plaisir », s’inscrivant dans une tendance où la superficialité devient une forme d’échappatoire assumée.
Le rédacteur note également qu’une quelconque ressemblance auditive avec Buttons des Pussycat Dolls n’est « clairement pas accidentelle », indiquant un usage volontaire et conscient des codes musicaux d’antan, renforcé par une forme de consommation dominée par la nostalgie de cette époque. Il termine par expliquer que la chanson s’impose comme une forme de rébellion discrète, participant à un mouvement baptisé la pop récessive (en), un courant musical maximaliste et insouciant qui trouve un nouveau souffle en temps d’instabilité économique, à l’image du phénomène observé lors de la crise financière de 2008.
Durant la semaine de la mode à Paris en mars 2025, des revues telles que Harper's Bazaar et Vogue nomment Sports Car comme étant l’une des chansons préférées des mannequins lors des défilés,. De la même façon, Britney Spears et son équipe l’ajoute à une liste de lecture inspirée par son partenariat avec Balenciaga en juin 2025,. De par à son succès dans une diversité de pays germanophones, notamment en Allemagne, en Autriche et en Suisse alémanique, elle est intégrée aux compilations musicales The Dome (de) no 110 et Bravo Hits (de) no 129, distribuées localement.

### Distinctions et récompenses
| Année | Pays       | Cérémonie                       | Titre               | Résultat   |
| ----- | ---------- | ------------------------------- | ------------------- | ---------- |
| 2025  | États-Unis | iHeartRadio Music Awards        | Next Number 1       | Victoire   |
| 2025  | États-Unis | Nickelodeon Kids’ Choice Awards | Favorite Viral Song | Nomination |

## Performance commerciale
Le démarrage commercial de Sports Car est immédiatement remarquable, dans la mesure où le titre fait son entrée dans une multitude de palmarès compilant les meilleures ventes de singles. Un jour après sa parution, il enregistre un volume d’écoute supérieur à 3 millions de lectures dans le monde entier sur Spotify, avec un cumul excédant une semaine plus tard le seuil des 20 millions, devenant la seconde meilleure entrée de la chanteuse sur la plateforme après Greedy,. Le 31 janvier 2025, il surgit dans le Top 50 australien, et dans le Top 40 néo-zélandais, se classant à la 10e et 9e place, respectivement. Dans la même journée, il parvient à se hisser à la 5e place en Irlande et à la 8e au Royaume-Uni, devenant ainsi sa sixième et cinquième œuvre musicale à s’imposer dans le Top 10 de ces territoires,,. Ailleurs en Europe, il émerge à la 11e place en Grèce, 17e en Autriche, 18e en Norvège, 26e en Suisse, 28e au Danemark et aux Pays-Bas, 33e en Allemagne et au Portugal, 46e en Slovaquie, 49e en Finlande et en Tchéquie et 50e en Suède.

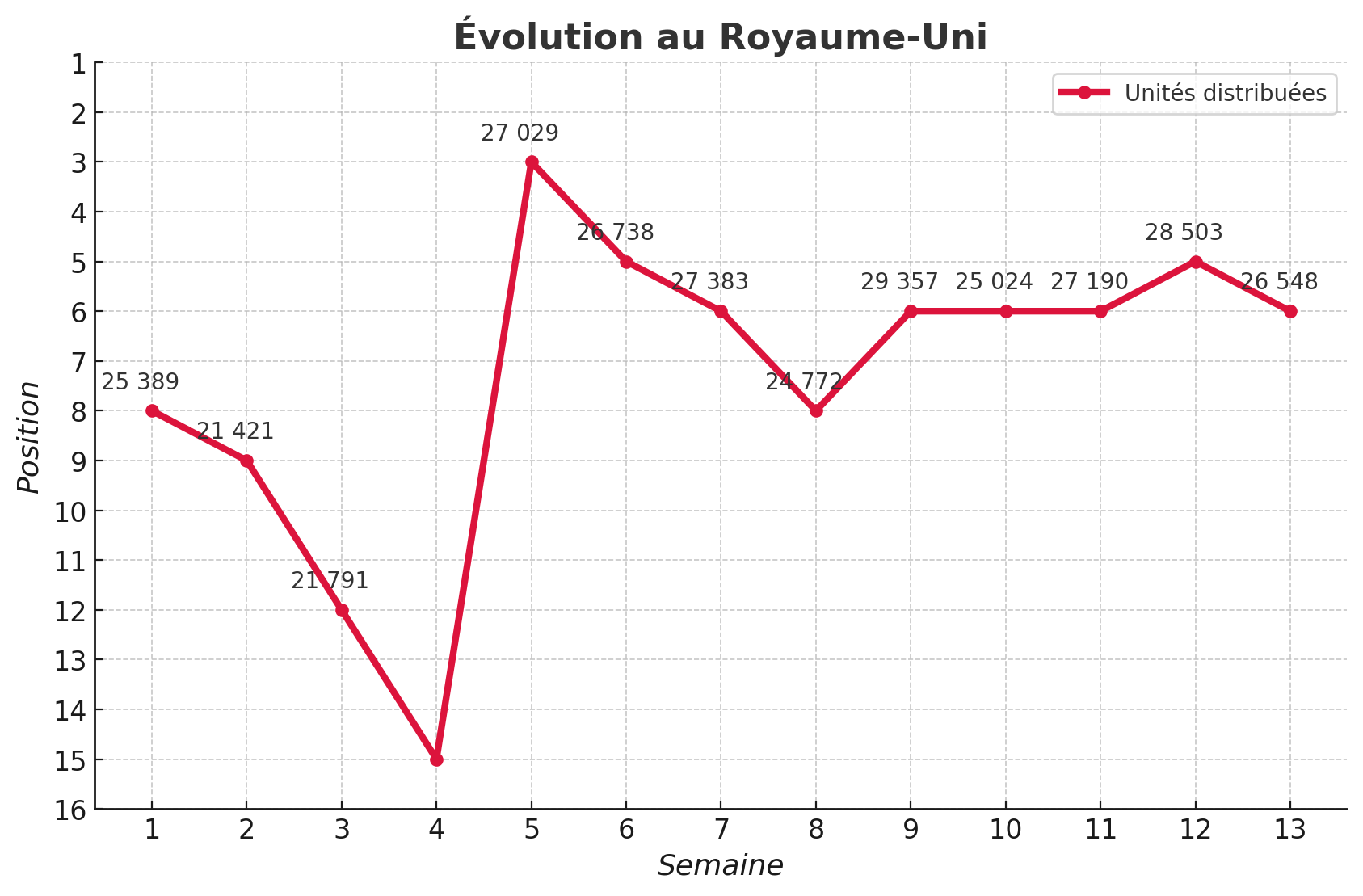
Évolution de en après trois mois d’exploitation dans les classements britanniques.

À l’échelle mondiale, le single connaît un vif succès. Graduellement après sa sortie, il s’impose sur le marché asiatique, occupant le 13e rang du classement japonais Hot Overseas et le 15e rang des palmarès singapouriens. En Amérique du Nord, il s’amorce au 9e et 21e rang des classements du Billboard au Canada et aux États-Unis, respectivement. Il s’agit de son deuxième titre, après It's OK I'm OK (en), à faire une entrée immédiate dans le Top 30 américain et second dans le Top 10 canadien, à égalité avec Exes (en). En outre, il s’engage dans une myriade de classements radiophoniques du Monitor Latino, entre autres à la 2e position au Nicaragua, 5e en Argentine, 6e au Guatemala, 11e en Colombie, 12e en Bolivie, 14e en région centraméricaine et 20e en Amérique latine.
Après un mois d’exploitation suivant le lancement de So Close to What, la chanson initie son ascension et parvient à toucher la 6e place au Japon, 9e en Grèce, 22e aux Pays-Bas, 31e en Lituanie, 32e au Portugal, 43e en Slovaquie et 48e en Tchéquie. Qui plus est, elle entre à la 8e position en Colombie, 10e en Bulgarie, 12e au Liban et 40e en Belgique flamande. Dans les pays anglophones, le titre progresse et rejoint les sommets d’une abondance de classements locaux, dont celui du Royaume-Uni, où il accède au 3e palier. En Australie, il grimpe jusqu’à la 8e place,, tandis qu’il remporte la 16e aux États-Unis,. Sur le marché américain, il se distingue par son incursion linéaire au travers du palmarès radiophonique établi par Mediabase, dans lequel Sports Car parvient à atteindre la première place en date du 8 juin 2025, ayant bénéficié d’approximativement 16 000 passages au total depuis près de vingt semaines, dont dix passées dans le Top 10,. De ce fait, il s’agit de la seule chanson issue de l’album à franchir ce cap symbolique. Il convient de noter que cet engouement est tout aussi palpable dans certains pays européens comme l’Estonie ou encore Malte, mais également dans les contrées slaves et balkaniques, notamment en Bulgarie, en Croatie, au Kazakhstan, en Macédoine du Nord, en Russie et en Serbie, où la chanson se démarque par un tour de force réussi sur les ondes locales,. De même, le commencement du Miss Possessive Tour, en particulier de son segment sud-américain, sert de levier commercial et propulse le morceau au sommet des classements radiophoniques en Colombie, en Équateur, au Panama, au Paraguay, en Uruguay ou encore au Venezuela.

### Données numérales
Le jour même du lancement de la chanson, Billboard propose à ses lecteurs un sondage mettant en compétition diverses nouveautés musicales, dont Sports Car, qui émergera vainqueur par 26 % du vote final deux jours plus tard,. Le 31 janvier 2025, une semaine après la parution de la chanson, il est annoncé que près de 25 389 exemplaires numériques ont été vendus au Royaume-Uni, suscitant en parallèle un regain d’intérêt chez les auditeurs pour les deux précédents singles extraits de l’album,. Deux mois plus tard, la tendance accroît et la piste accumule un gain record dépassant le cap des 200 000 copies distribuées sur le territoire britannique,,,,, obtenant ainsi la certification d’un disque d’argent par la BPI en date du 28 mars 2025. Cette distinction évoluera en disque d’or le 23 mai 2025, étant donné que chanson parvient à franchir le seuil des 400 000 exemplaires vendus à cet instant. Simultanément aux États-Unis, on rapporte que plus de 100 000 tirages ont été commercialisés à une semaine et demi d’exploitation, un record de vente sur le territoire américain pour la chanteuse à ce moment-là. Durant ce laps de temps, elle totalise un cumul de 15 millions d’écoutes en ligne selon Luminate, lui permettant de figurer à la 10e place de la liste Streaming Songs du Billboard. Il sera communiqué plus tard que Sports Car fait désormais partie des morceaux les plus écoutés de l’année 2025. Il est subséquemment annoncé que plus de 500 000 tirages ont été écoulés, lui offrant par conséquent la distinction d’un disque d’or par la RIAA en date du 4 mars 2025. À cette période, il s’agit de la chanson féminine la plus lucrative en terme d’unités numériques distribuées à l’échelle nationale, détrônant Abracadabra de Lady Gaga. Le 28 avril 2025, la RIAA informe que plus d’un million d’exemplaires ont été distribués outre-Atlantique, permettant l’attribution d’un disque de platine.
En Océanie, la réception globalement positive du morceau ouvre la voie à une évolution commerciale fructueuse, notamment en Nouvelle-Zélande, où 15 000 unités ont été achetées en date du 28 avril 2025, résultant à la remise d’un disque d’or par la RMNZ. D’autre part, il convient de noter que cette vague de succès s’étend au-delà des pays anglophones. En effet, durant la semaine du 12 mai 2025, l’AFP au Portugal lui remettra un disque d’or, une accolade qui sera mise à jour une semaine plus tard par l’obtention d’un disque de platine, suite à un concert à Lisbonne. Cela s’applique également à la Belgique, où 20 000 exemplaires du single s’écoulent le 22 mai 2025, qui reçoit subséquemment un disque d’or par la BRMA. En outre, certains marchés européens davantage plus limités, comme la Grèce et la Hongrie, lui réserve un accueil tout autant favorable, entraînant l’acquisition d’un disque d’or par l’IFPI et le MAHASZ.

## Vidéoclip

### Concept
Dirigé par le réalisateur canadien Bardia Zeinali et capturé au moyen d’une pellicule, le visuel accompagnant Sports Car est dévoilé le 24 janvier 2025 à 6 h du matin. Au préalable, une courte bande-annonce est présentée le 21 janvier, suivi par une vidéo lyrique la semaine d’après. Le concept du projet est apparenté à une vision moderne de la haute couture dans un cabaret érotique des années 1970,. Collaborateur pour Vogue, Zeinali s’associe au styliste américain Brett Alan Nelson pour habiller Tate McRae, qui incarne le personnage phare de son intrigue : une artiste répondant aux désirs du public et se produisant uniquement pour leur plaisir. Le public est réduit à l’état d’un seul visiteur dans un lieu unique comportant plusieurs salles. À ce sujet, le communiqué de presse du single laisse entendre que :

« Dans une société qui observe et juge en permanence, Tate devient l’observatrice et reprend le contrôle. À travers son regard, nous sommes plongés dans un jeu puissant entre style et caractère, où la mode dépasse le simple vêtement pour devenir la toile de son identité en constante évolution. Chaque tenue raconte une histoire, reflétant une facette différente de la personne qu’elle incarne. »

Il met en avant un total de douze tenues différentes, allant de pièces d’archives à des créations prêt-à-porter actuelles. Largement impliqué dans l’aspect stylistique du clip, le réalisateur a fait part des attentes et craintes endurées en amont de sa sortie :

« J’ai consulté beaucoup d’articles de mode. Le but était de donner au décor un aspect photographique. Marcell Rév (directeur de la photographie), qui a travaillé sur Euphoria et avec qui j’ai fait Vogue World: Paris, dispose d’un œil très raffiné qui saisit l’éclairage d’un point de vue cinématographique et artistique. C’est pourquoi j’ai voulu fusionner ces deux mondes. L’une des scènes, celle de la pièce avec le cheval, était censée présenter Tate sous un autre jour, mais le résultat était trop grossier. Lorsque nous avons opté pour la tenue Versace ultra féminine et la perruque, cela nous a paru davantage logique, de la même manière qu’un éditorial de mode où l’on joue avec un thème et où on le détourne un peu. Lorsque vous concevez un projet et que quelque chose est trop prévisible, vous avez l’impression que ce n’est pas assez choquant, alors vous devez envisager les choses différemment, d’une manière qui n’est peut-être pas la plus évidente. »

### Scénario
Dès les premières secondes du vidéoclip, une silhouette encapuchonnée avance dans le couloir sombre d’un lieu souterrain inquiétant avant de pénétrer dans une salle où trône une chaise rouge, face à un miroir semi-réfléchissant, flanqué d’un interphone et d’une fente transactionnelle. L’inconnu s’installe, glisse une pièce de monnaie dans la fente, et la musique démarre. Simultanément, de l’autre côté du miroir, des éclairs lumineux révèlent Tate McRae surgissant pour interpréter la chanson. Au fil de la vidéo, l’individu passe de pièce en pièce tandis que la chanteuse dévoile tour à tour de nouvelles facettes d’elle-même, incarnant divers alter ego. Dans une scène en particulier, un imposant cheval Frison apparaît à ses côtés en hommage, selon Brett Alan Nelson, à une séance photo emblématique de Gisele Bündchen. Plus tard, elle trône au-dessus d’une pile de matelas superposés, à la manière du conte La Princesse au petit pois, affichant une perruque bicolore inspirée par une tendance capillaire des années 1990 dite du « raton laveur ». Une autre séquence, incorporant une chorégraphie élaborée autour d’une chaise, est directement inspirée d’un plan similaire issu du clip pour Stronger de Britney Spears, comme montré sur une planche de tendance dans la vidéo représentative des coulisses du tournage. L’intrigue se tisse jusqu’à sa révélation finale : l’observateur n’était autre que McRae elle-même.
L’esthétique du clip repose sur une succession de silhouettes originales. D’abord, McRae arbore un ensemble corseté imprimé léopard signé Roberto Cavalli, agrémenté de gants du soir par Lael Osness et d’un chapeau abat-jour conçu par Lillian Shalom. Puis, elle apparaît drapée de dentelle blanche sous un voile diaphane imaginé par Marine Serre, sublimé d’un collier de perles à trois rangs et d’escarpins Roger Vivier. Plus tard, elle revêt un audacieux ensemble de lingerie brodé de perles et de flammes par The Blonds, complété par des résilles Capezio, des bijoux Gucci, des talons vertigineux Pleaser et une majestueuse coiffe de plumes rouges et noires. Lors de l’apparition du cheval, elle porte un haut Versace, pièce issue des archives de la maison de couture. Une autre séquence la montre parée d’un corset en fourrure, assorti à des cuissardes Alexander McQueen et des harnais sur mesure de Zana Bayne. Dans une scène aquatique, elle évolue dans une robe en soie drapée Dreaming Eli, tandis que plus loin, elle porte un justaucorps satiné orange de Viktor & Rolf. Enfin, elle apparaît vêtue d’un manteau noir à plumes signé Atelier Biser et perchée sur des escarpins futuristes de Sam Macer, imprimés en 3D,,.

### Réception
Irene Kim de Vogue considère que, grâce au clip de Sports Car, Tate McRae s’inscrit dans « la lignée des icônes ambitieuses de la pop comme Beyoncé et Lady Gaga, qui ont toutes deux perfectionné l’art du changements de tenue dans l’ère moderne », invoquant un air de ressemblance avec leurs œuvres visuels pour Formation et Bad Romance, respectivement. Maegan Trusty de L'Officiel l’assimile à un tableau vivant, soulignant qu’il s’agit d’une « ode visuellement fascinante à la nostalgie pop, tout en conservant une touche contemporaine ». Dans son bilan tout aussi favorable, Ryan Reichard de Music Times adoube McRae du titre d’« icône de la mode en pleine émergence », affirmant que le clip regorge de « visuels audacieux, mais résolument esthétiques, qui ont surpris plus d’un ». D’après Clare Martin de Paste, le clip tient lieu d’observation sociale sur les « diverses façades » adoptées par les figures médiatiques pour « se vendre » à un public. À l’inverse, Sam Franzini du webzine The Line of Best Fit (en) trouve l’ensemble du projet « rigide », suggérant que McRae serait plus à son avantage dans une chorégraphie énergique au lieu d’être « perchée sur des talons vertigineux ». De façon comparable, Jaden Pinder de Pitchfork est d’avis que, malgré son esthétique soignée, le clip enchaîne les plans trop rapidement, empêchant McRae d’incarner pleinement un personnage et privant le spectateur d’un vrai moment d’immersion avec elle.

### Fiche technique
Sauf indication contraire, les informations mentionnées dans cette section peuvent être confirmées par la base de données cinématographiques IMDb,  présente dans la section « Liens externes ».
| - Bardia Zeinali – réalisation - Boma Pennebaker – assistant réalisation - Marcell Rév – direction de la photographie - Brett Alan Nelson – direction artistique - Dröfn Ösp Snorradóttir-Rozas – responsable du département artistique - Brielle Hubert – décoration - Sandy Hubshman – ensemblier - Henry Costello – ensemblier - Jenny Situ – ensemblier - Paula McCafferty – accessoiriste - Francesca O'Brien – accessoiriste - Will Town – montage - Max Freiman – assistant montage - Bob Laird – assistant montage - Dan Schroer – premier assistant opération - Jonathan Clark – second assistant opération - Danny Durr – chef éclairage - Marlow Nunez – chef machinerie - Ava Lamb – photographie - Beth Savaro – photographie - Brett Alan Nelson – stylisme - Sean Bankhead (en) – chorégraphie - Lilly Keys – maquillage - Micaela Cleary – assistant maquillage - Chad Wood – coiffure - Maria Pelo – assistant coiffure - Analysse Hernandez – manucure | Équipe Anonymous Content - Jacob Agger – production - Nina Soriano – production exécutive - Ena Nicole Abadjian – gestion de la production - Eliza Padden – supervision à la production - Asia Gold – coordination à la production Équipe Modern Post - Charlyn Derrick – chef postproduction - Weston Ver Steeg – gestionnaire postproduction - Lauren Avallone – postproduction - Christina Mansi – production exécutive à la postproduction Équipe du studio New Compositions - Matt Lathrom – effets visuels (coordination) - Cameron McManus – effets visuels (production) - Jamie Parreno – effets visuels (production) Équipe du studio Ethos - Eliana Carranza – gestion de la couleur - Natasha Sattler – chef colorisation - Dante Giani – colorisation - Annie Carter – assistant colorisation - Alexandra Makarenko – assistant colorisation - James Drew – production exécutive à la colorisation - Nat Tereshchenko – production à la colorisation Équipe Full Stop Management - Alexis Gorlick – mercatique électronique - Monica Seetharam – mercatique électronique - Sam Houston – commission - Amelia Kring – recherche artistique - Val Pensa – chef de produit - Molly Yorkes – chef de produit |

## Interprétations en direct
En décembre 2024, longuement avant la sortie du morceau, Tate McRae intègre un bref passage de Sports Car en avant-première durant l’interlude dansante de Greedy, performance qu’elle effectue à plusieurs reprises lors de la série de concerts Jingle Bell Ball (en) à travers les États-Unis. La première interprétation scénique de la chanson prend place au cours d’une soirée organisée par la chroniqueuse américaine Alexandra Cooper (en) le 13 février 2025, au sein de la discothèque Avalon à Hollywood. À cette occasion, l’artiste réarrange l’instrumentation du titre pour l’adapter au format acoustique. Cette version sera concernée par un enregistrement destiné à être inclus ultérieurement en tant que piste bonus sur une édition spéciale de l’album, parue exclusivement sur la boutique en ligne de la chanteuse pendant une durée limitée. Une semaine plus tard, le 20 février, McRae délivre une seconde prestation en direct à l’issue du lancement de son album, sur une scène implantée non loin du Kia Forum à Inglewood,,.

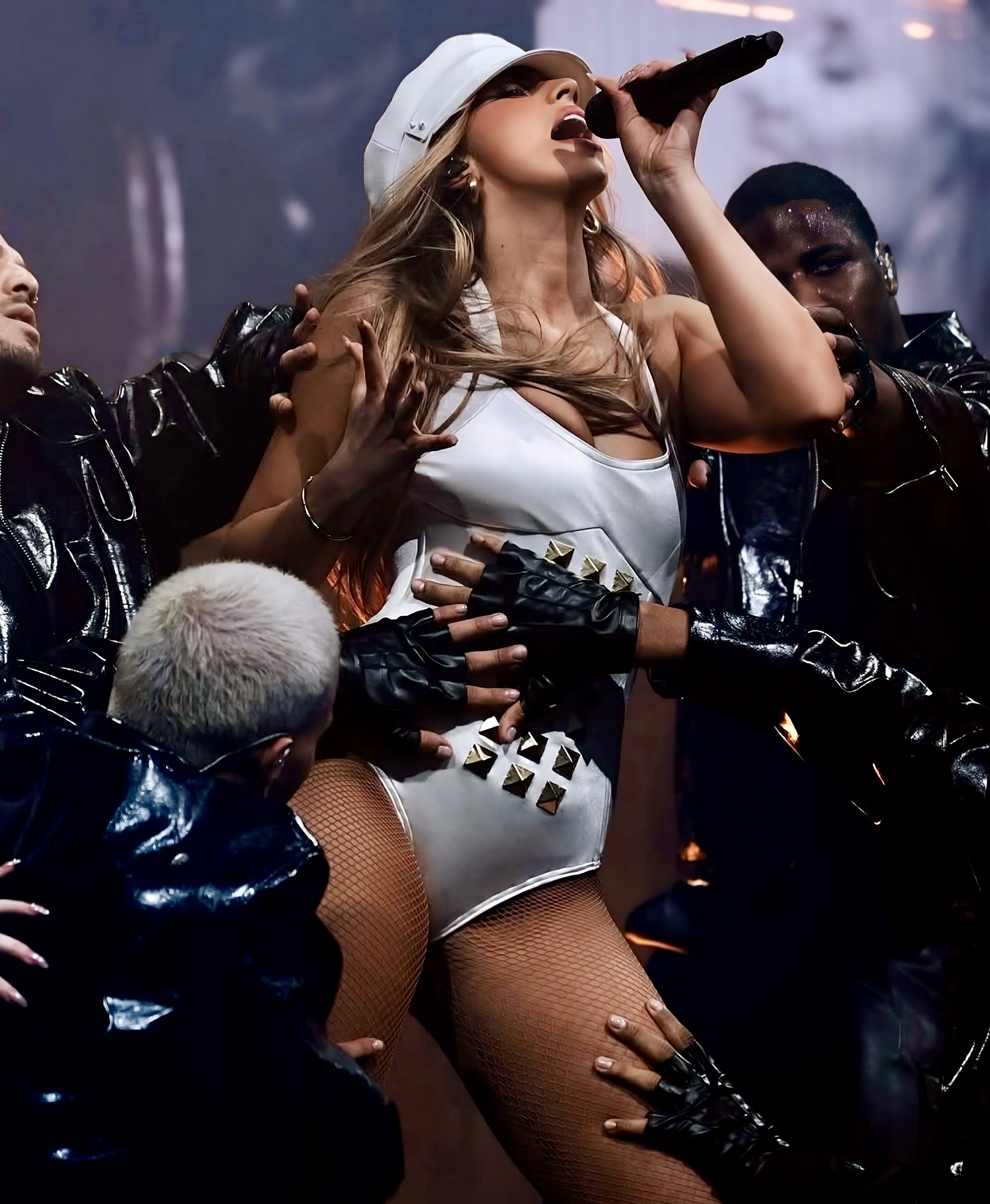
McRae lors d’une performance scénique durant le Miss Possessive Tour à Lisbonne, en mai 2025.

Le 1er mars 2025 marque la performance télévisée inaugurale de Sports Car sur le plateau de l’émission Saturday Night Live,,. Incorporant une approche conceptuelle basée sur l’emballement médiatique, elle met en scène McRae, vêtue d’une tenue appartenant au code vestimentaire professionnel et sophistiqué, perchée au sommet d’une montagne de chaises argentées. Alors que la chanteuse se fraie un chemin pour livrer son interprétation, une troupe de danseurs en tenue de soirée l’entoure, puis agitent des microphones devant son visage. Tandis qu’elle enchaîne avec un numéro de claquettes, les danseurs brandissent des panneaux lumineux portatifs et la submerge comme des paparazzi, avant d’exécuter une danse suggestive sur l’une des chaises,. Dans une critique pour Forbes, Rosa Escandon salue la performance de McRae, mettant en avant son énergie et acclamant son interaction avec un « décor dynamique », ainsi que son exécution de « prouesses spectaculaires ». De même, Flisadam Pointer d’Uproxx (en) estime que McRae a offert une « démonstration éclatante » de ses talents de danseuse, faisant preuve d’une précision « quasi militaire » et d’une chorégraphie « insatiable ». Laura Molloy de NME a trouvé que la scénographie avait des « airs de Thriller », notamment en raison des mouvements chorégraphiques.
Par ailleurs, la chanson est intégrée de façon permanente à la programmation du Miss Possessive Tour. Débutant en mars 2025, la partie sud-américaine de la tournée regroupe notamment des performances au festival Lollapalooza en Argentine, au Brésil et au Chili. Lors de cette série de concerts, Sports Car fait office de premier numéro, reprenant alors une mise en scène identique à celle de la représentation organisée pour la soirée du lancement de l’album. Après la diffusion d’une brève vidéo introductive, McRae apparaît sur scène vêtue d’un haut corseté imprimé léopard et d’un mini-bas assorti, dessinés sur mesure par Heather Picchiottino, couplés à des cuissardes noires Yume Yume et, occasionnellement, d’une paire de lunettes de soleil Miu Miu. Toutefois, lorsque la partie européenne commence deux mois plus tard, la chanson est reléguée à la fin du concert, au cours du dernier acte. En outre, elle bénéficie de prestations supplémentaires exécutées lors du festival Big Weekend de la BBC Radio 1, organisé le 25 mai à Liverpool, mais également à l’évènement Summertime Ball (en) du réseau Capital (en) le 15 juin à Londres, au festival Pinkpop le 21 juin à Landgraaf ou encore au festival iHeartRadio (en) le 19 septembre 2025 à Las Vegas.

## Adaptations

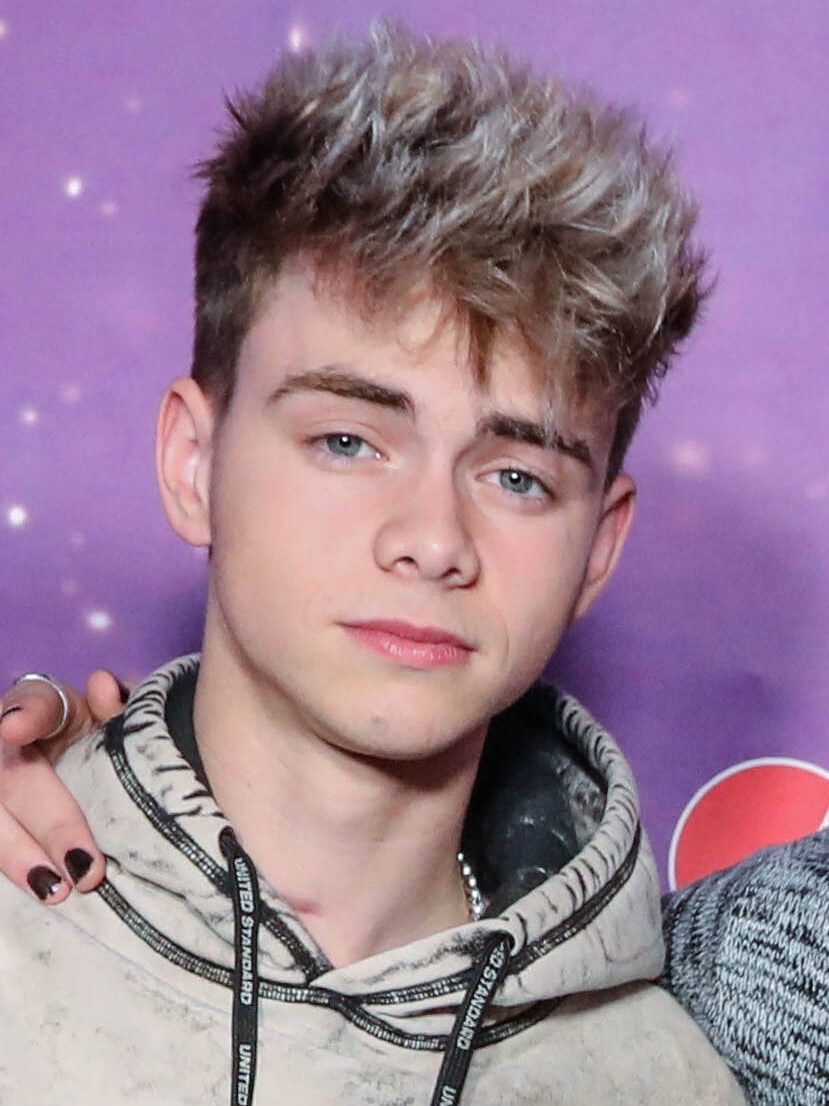
Corbyn Besson (en photo) a écrit un couplet inédit.

La parution de Sports Car donne lieu à l’enregistrement de nombreuses reprises par divers artistes internationaux. Ainsi, le chanteur jordanien Abra Salem, interprète sa propre version en janvier 2025, tandis que l’artiste néo-zélandais Ethan, propose la sienne un mois plus tard. De la même façon, plusieurs vidéastes comme Brandon Dougherty, Jay Woods et Deni de la chaîne The Boxing Antelope partagent leurs réinterpétations sur la plateforme YouTube. En mars 2025, Corbyn Besson, ancien membre du groupe Why Don't We, compose un verset original qu’il dévoile sur les réseaux sociaux,, bien que sa version n’ai pas fait l’objet d’une sortie officielle. Durant la même période, le duo britannique Altégo réalise un mixage hybride avec la chanson Promiscuous de Nelly Furtado et révèle travailler sur une réorchestration à part entière du titre, qui sera éventuellement publiée de manière indépendante,. En outre, les rapports persistants de similitudes entre le morceau et Buttons des Pussycat Dolls inspirent les platinistes Adam Wright et Showmusik a créer des superpositions musicales. Ces adaptations rencontrent une certaine popularité sur Internet, engendrant des millions de lectures sur l’application TikTok,.

## Liste des pistes et formats
| 1. | Sports Car | 2:45 |

| Compilation limitée | Compilation limitée | Compilation limitée | Compilation limitée | Compilation limitée | Compilation limitée | Compilation limitée | Compilation limitée | Compilation limitée | Compilation limitée |
| No                  | Titre               | Durée               |                     |                     |                     |                     |                     |                     |                     |
| ------------------- | ------------------- | ------------------- | ------------------- | ------------------- | ------------------- | ------------------- | ------------------- | ------------------- | ------------------- |
| 1.                  | Sports Car          | 2:45                |                     |                     |                     |                     |                     |                     |                     |
| 2.                  | 2 Hands             | 3:02                |                     |                     |                     |                     |                     |                     |                     |
| 3.                  | It’s OK I’m OK      | 2:37                |                     |                     |                     |                     |                     |                     |                     |
| 8:23                |                     |                     |                     |                     |                     |                     |                     |                     |                     |

| 19. | Sports Car (Sirius XM Live in LA) | 3:11 |

| 6. | Sports Car | 2:29 |

## Crédits
Sauf indication contraire ou complémentaire, les informations mentionnées dans cette section peuvent être confirmées par la base de données MusicBrainz.
Équipe
| - Tate McRae – chant, composition - Julia Michaels – composition - Ryan Tedder – composition, production (exécutive), boîte à rythmes, claviers, programmation - Grant Boutin – composition, production, chœurs, guitare, claviers, programmation, ingénierie sonore | - Rich Rich – ingénierie sonore - Bryce Bordone – ingénierie sonore - Serban Ghenea – mixage - Dave Kutch – matriçage - Chloe Donovan – direction artistique - Jaryn Valdry – direction artistique |

Lieux
- Studios Ransom – enregistrement
- Hôtel Shangri-La Singapour (en) – enregistrement
- Studios Patriot – enregistrement complémentaire
- Studios MixStar – mixage
- The Mastering Palace – matriçage

## Classements par territoire
| Classement (2025)                      | Meilleure position |
| -------------------------------------- | ------------------ |
| Allemagne (GfK Entertainment)          | 33                 |
| Australie (ARIA)                       | 8                  |
| Autriche (Ö3 Austria Top 40)           | 17                 |
| Belgique (Flandre Ultratop 50 Singles) | 40                 |
| Canada (Hot 100)                       | 9                  |
| Corée du Sud (BGM)                     | 95                 |
| Danemark (Tracklisten)                 | 28                 |
| États-Unis (Hot 100)                   | 16                 |
| Finlande (Suomen virallinen lista)     | 35                 |
| France (SNEP)                          | 117                |
| Grèce (IFPI)                           | 8                  |
| International (Global 200)             | 17                 |
| Irlande (Irish Singles Chart)          | 4                  |
| Japon (Hot Overseas)                   | 6                  |
| Lettonie (LaIPA)                       | 19                 |
| Lituanie (AGATA)                       | 30                 |
| Nigeria (TurnTable Top 100)            | 100                |
| Norvège (VG-lista)                     | 18                 |
| Nouvelle-Zélande (RMNZ)                | 9                  |
| Pays-Bas (Nederlandse Top 40)          | 26                 |
| Pays-Bas (Single Top 100)              | 22                 |
| Pologne (ZPAV)                         | 65                 |
| Portugal (AFP)                         | 32                 |
| Roumanie (International TV Airplay)    | 10                 |
| Royaume-Uni (UK Singles Chart)         | 3                  |
| Singapour (RIAS)                       | 15                 |
| Slovaquie (Singles Digitál Top 100)    | 43                 |
| Suède (Sverigetopplistan)              | 50                 |
| Suisse (Schweizer Hitparade)           | 26                 |
| Tchéquie (Singles Digitál Top 100)     | 48                 |

| Classement (2025)                       | Meilleure position |
| --------------------------------------- | ------------------ |
| Amérique centrale (Monitor Latino)      | 9                  |
| Amérique latine (Monitor Latino)        | 10                 |
| Argentine (Monitor Latino)              | 5                  |
| Biélorussie (TopHit)                    | 29                 |
| Bolivie (Monitor Latino)                | 5                  |
| Bulgarie (PROPHON)                      | 2                  |
| Chili (Monitor Latino)                  | 11                 |
| Colombie (National-Report)              | 5                  |
| Croatie (Top Lista)                     | 6                  |
| Émirats arabes unis (Radiomonitor)      | 10                 |
| Équateur (Monitor Latino)               | 8                  |
| Estonie (Radiomonitor)                  | 6                  |
| États soviétiques (TopHit)              | 3                  |
| Guatemala (Monitor Latino)              | 5                  |
| Israël (Media Forest)                   | 7                  |
| Kazakhstan (TopHit)                     | 2                  |
| Liban (OLT20)                           | 11                 |
| Liban (OLT20 Anglophone)                | 5                  |
| Macédoine du Nord (Radiomonitor)        | 4                  |
| Malaisie (Radiomonitor)                 | 19                 |
| Malte (Radiomonitor)                    | 10                 |
| Mexique (Monitor Latino)                | 14                 |
| Nicaragua (Monitor Latino)              | 2                  |
| Panama (Monitor Latino)                 | 5                  |
| Paraguay (Monitor Latino)               | 4                  |
| Pays baltes (EHR)                       | 3                  |
| Pérou (Monitor Latino)                  | 16                 |
| République dominicaine (Monitor Latino) | 18                 |
| Russie (TopHit)                         | 3                  |
| Serbie (Radiomonitor)                   | 15                 |
| Ukraine (TopHit)                        | 91                 |
| Uruguay (Monitor Latino)                | 9                  |
| Venezuela (Monitor Latino)              | 2                  |

| Classement (2025)                   | Meilleure position |
| ----------------------------------- | ------------------ |
| Biélorussie (TopHit)                | 93                 |
| Estonie (TopHit)                    | 12                 |
| États soviétiques (TopHit)          | 9                  |
| Kazakhstan (TopHit)                 | 11                 |
| Lituanie (TopHit)                   | 8                  |
| Paraguay (SGP)                      | 66                 |
| Pologne (TopHit)                    | 58                 |
| Roumanie (TopHit)                   | 9                  |
| Russie (TopHit)                     | 14                 |
| Slovaquie (Singles Digitál Top 100) | 61                 |
| Tchéquie (Singles Digitál Top 100)  | 81                 |

| Classement (2025)                | Meilleure position |
| -------------------------------- | ------------------ |
| États-Unis (Songs of the Summer) | 18                 |
| Royaume-Uni (UK Singles Chart)   | 28                 |

| Classement (2025)                        | Meilleure position |
| ---------------------------------------- | ------------------ |
| Belgique (Belgium Songs)                 | 23                 |
| Canada (All-Format)                      | 22                 |
| Canada (CHR/Top 40)                      | 1                  |
| Canada (Hot AC)                          | 20                 |
| États-Unis (Adult Pop Songs)             | 13                 |
| États-Unis (Dance/Mix Show Airplay)      | 13                 |
| États-Unis (LyricFind U.S.)              | 6                  |
| États-Unis (Pop Airplay)                 | 2                  |
| États-Unis (Radio Songs)                 | 10                 |
| États-Unis (Streaming Songs)             | 8                  |
| International (LyricFind Global)         | 5                  |
| International sauf É-U (Global Excl. US) | 23                 |

## Certifications
| Pays | Certification | Unités     |
| --- | ------------- | ---------- |
| Australie (ARIA)                                                                                          | Or            | 35 000*    |
| Belgique (BRMA)                                                                                           | Or            | 20 000*    |
| Canada (Music Canada)                                                                                     | Or            | 40 000*    |
| États-Unis (RIAA)                                                                                         | Platine       | 1 000 000* |
| Hongrie (MAHASZ)                                                                                          | Or            | 2 000*     |
| Nouvelle-Zélande (RMNZ)                                                                                   | Or            | 15 000*    |
| Portugal (AFP)                                                                                            | Platine       | 10 000*    |
| Royaume-Uni (BPI)                                                                                         | Or            | 400 000*   |
| Écoute en ligne                                                                                           |               |            |
| Grèce (IFPI)                                                                                              | Or            | 1 000 000‡ |
| *Ventes selon la certification xNon précisé par la certification ‡ventes/streaming selon la certification |               |            |

## Historique de sortie
| Territoire | Date            | Support                         | Format                              | Version       | Label | Source  |
| ---------- | --------------- | ------------------------------- | ----------------------------------- | ------------- | ----- | ------- |
| Monde      | 24 janvier 2025 | - Téléchargement - écoute libre | - Single - compilation              | Originale     | RCA   | ,       |
| États-Unis | 28 janvier 2025 | Radiodiffusion                  | Thématique (pop, variété)           | Originale     | RCA   | ,       |
| France     | 29 janvier 2025 | Radiodiffusion                  | Généraliste                         | Originale     | Sony  | [ 239 ] |
| Italie     | 31 janvier 2025 | Radiodiffusion                  | Généraliste                         | Originale     | Sony  | ,       |
| Monde      | 5 mars 2025     | Téléchargement                  | Édition limitée de So Close to What | Acoustique    | RCA   | [ 143 ] |
| Monde      | 14 mars 2025    | - Téléchargement - écoute libre | Maxi                                | Réorchestrées | RCA   | ,       |